# Bismarcktorn

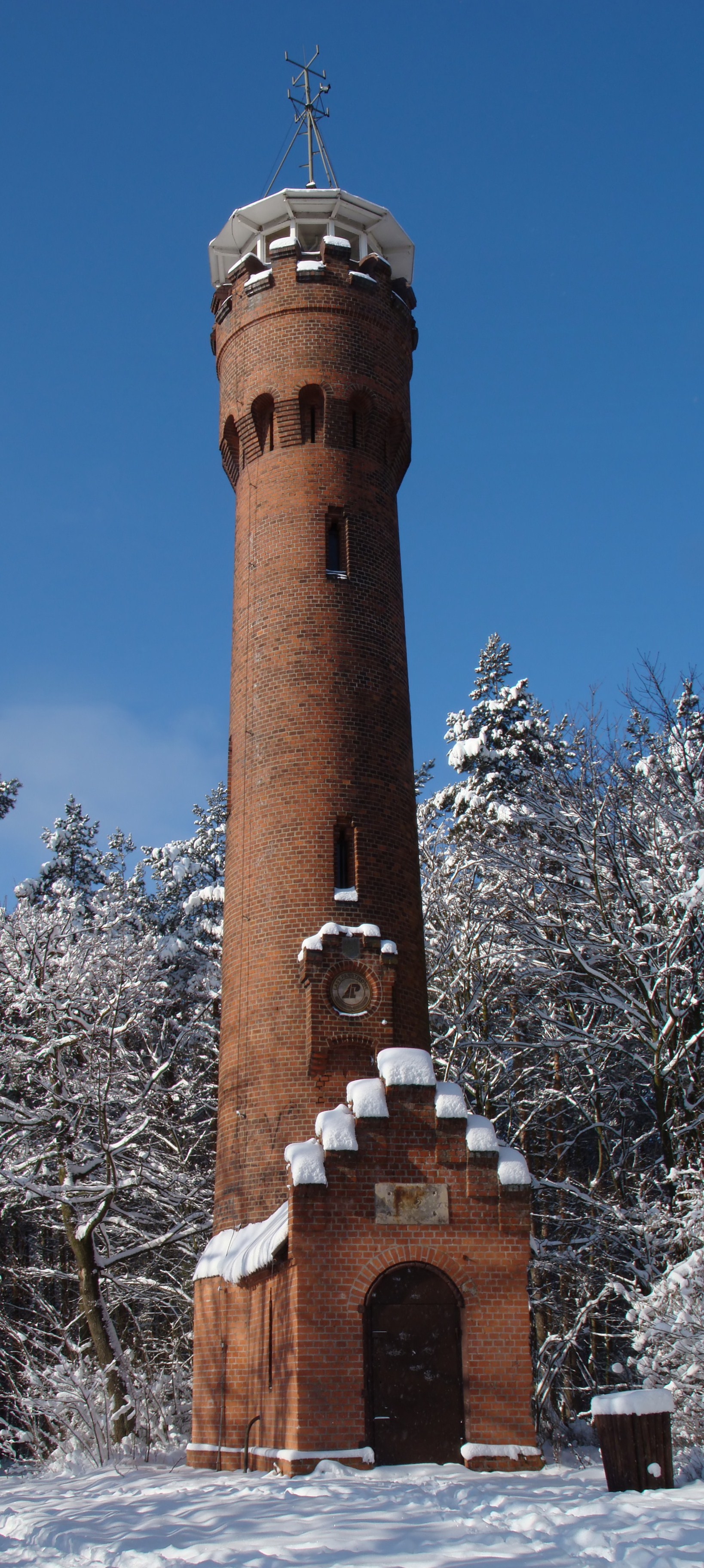
Bismarcktorn i Zielona Góra (tidigare den tyska staden Grünberg), Schlesien, Polen.

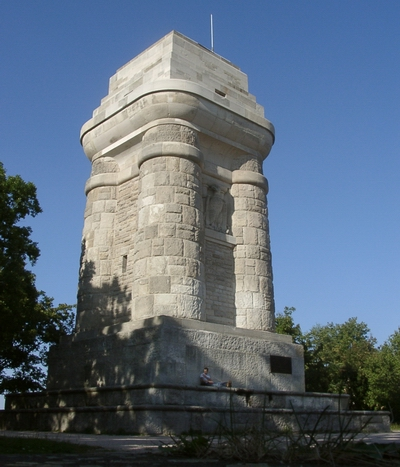
Bismarcktorn i Stuttgart.

Bismarcktorn (tyska: Bismarcktürme) är en unik stilart av tyska monument, byggda för att hedra Preussens tidigare kansler, Otto von Bismarck.
Totalt byggdes det 240 stycken sådana torn mellan Tysklands enande och nazistpartiets maktövertagande. Det första tornet byggdes 1869 och det sista stod klart 1934. Tornen byggdes i varierande stilar på platser spridda över hela det dåvarande Kejsardömet Tyskland, inklusive dess kolonier i Papua Nya Guinea, Kamerun och Tanzania, även i europeiska områden som vid den tidpunkten, var en del av Tyskland, men som nu ligger i andra europeiska stater. Det byggdes också torn i Österrike och Chile. Av de ursprungligen 240 tornen återstår idag 173 stycken. Majoriteten av dessa står i Tyskland. Det byggdes ett 45 meter högt torn i nuvarande Nordslesvig i Danmark, men detta torn förstördes av motståndsrörelsen i augusti 1945.
Den tyska studentföreningen som stod bakom tanken att bygga dessa monument valde en av de formgivningar som lämnats in av den tyska arkitekten Wilhelm Kreis, i en arkitekturtävling 1899. Den prisbelönta Götterdämmerungdesignen valdes som standardmodellen för alla Bismarcktorn. Dock byggdes endast 47 av tornen enligt denna design. Varje Bismarcktorn var också menat att vara en fyrbåk. Deras glödpannor skulle tändas på specifika dagar för att hedra Bismarcks insats i enandet av Tyskland 1871.
Arkitekterna till dessa torn var bland andra Wilhelm Kreis själv, som byggde 58 torn (47 enligt Götterdämmerungdesignen), och Bruno Schmitz.